# Eremias montanus
Eremias montanus là một loài thằn lằn trong họ Lacertidae. Loài này được Rastegar-Pouyani & Rastegar-Pouyani mô tả khoa học đầu tiên năm 2001.